# كايلاني كرين
كايلاني كراين (من مواليد 13 أغسطس 1998) هي لاعبة تزلج فردي أسترالية، هي بطلة كأس سي إس نيبيلهورن لعام 2017، الحائزة على الميدالية الفضية في كأس وارسو سي إس 2016 ، الحاصلة على الميدالية الفضية في كأس تورون 2015، وبطلة أستراليا الوطنية ست مرات (2014-2019). مثلت أستراليا في دورة الألعاب الأولمبية الشتوية 2018 والألعاب الأولمبية الشتوية 2022، حيث احتلت المركزين 17 و 29 على التوالي.